# Vol Central American Airways 731
 (septembre 2022).
Le contenu est difficilement compréhensible vu les erreurs de traduction, qui sont peut-être dues à l'utilisation d'un logiciel de traduction automatique.
Le vol Central American Airways 731 était un vol de passagers qui s'est écrasé à l'approche de l'aéroport international de Toncontín, à Tegucigalpa, au Honduras, le 14 février 2011. Les 14 personnes à bord sont mortes, dont 12 passagers et 2 pilotes. L'avion impliqué, un Let L-410 Turbolet, exploitait le service intérieur régulier de Central American Airlines de San Pedro Sula à Tegucigalpa.

## Crash
Le vol 731 avait décollé de l'aéroport international de La Mesa à San Pedro Sula à 07 h 04 heure locale (15 h 04 CET) le 14 février pour un vol de 40 minutes vers l'aéroport de Toncontín à Tegucigalpa. À bord se trouvaient douze passagers et deux membres d'équipage.
Vers 07 h 35, le Turbolet a entamé une approche non-précise sur la piste 20 de Toncontín, située à une altitude de 3 300 pieds (1 000 m). Les conditions météorologiques à l'époque étaient telles que la base des nuages était plus basse que les hauteurs environnantes. Le cisaillement du vent et les ondes de montagne étaient également présents en altitude.
A 07 h 51, l'équipage a interrompu l'approche et a été autorisé par le contrôleur aérien à tenter une approche vers la piste 02 opposée. instruments, mais à 08 h 00, tout en poursuivant sa descente, l'équipage se signale en approche finale.
Environ deux minutes plus tard, le CVR a enregistré les cinq cents appels minimum du système d'avertissement de proximité du sol embarqué, suivis d'un appel de terrain à remonter. Il n'y a eu aucune réaction de l'équipage. L'avion a percuté une colline près d'El Espino, dans la Jurisdicción de Santa Ana, à une altitude de 5 400 pieds (1 600 m).

## Avion
L'avion impliqué dans l'accident était un bi-turbopropulseur Let L-410UVP-E20 Turbolet avec immatriculation hondurienne HR-AUQ, numéro de série 912603. Il a volé pour la première fois en 1991 et a servi avec un certain nombre de compagnies aériennes avant l'accident.

## Victimes
Les 12 passagers et 2 membres d'équipage à bord ont été tués. Le premier officier a été retrouvé vivant parmi l'épave, mais il est décédé en se rendant à l'hôpital.
Parmi les victimes figuraient un ministre, un secrétaire adjoint, un ancien secrétaire aux finances et un dirigeant syndical. Deux des victimes étaient américaines et une canadienne.

## Conséquences
En réponse à l'incident, le gouvernement du Honduras a déclaré trois jours de deuil national pour les responsables gouvernementaux décédés.
Le chef de l'enquête a déclaré que parce que l'avion était européen et non américain, cela a créé des difficultés car il y avait très peu de pilotes et de techniciens locaux expérimentés formés pour opérer sur l'avion.
L'accident a soulevé des questions sur la sécurité et la relocalisation de l'aéroport de Tegucigalpa,. Le président du Honduras a demandé que l'aéroport soit déplacé, déclarant qu'il était impossible d'avoir un aéroport majeur à son emplacement actuel en raison du terrain environnant.

## Enquête
Le rapport d'enquête de la commission d'enquête sur les accidents de la Dirección General de Aeronáutica Civil (DGAC) du Honduras indique que les conditions météorologiques ont joué un rôle dans l'accident. Pendant l'approche, l'avion a volé à une vitesse légèrement supérieure à sa vitesse de décrochage, et dans de telles conditions, le cisaillement du vent pourrait entraîner un décrochage dont la récupération pourrait être impossible avant l'impact avec le sol.
La DGAC a constaté que l'équipage n'avait respecté aucune procédure d'approche publiée et avait peut-être mal interprété l'altimètre et les anémomètres. Pendant la descente, le commandant de bord n'a pas vérifié sa carte d'approche et s'est plutôt fié au copilote pour le guider tout au long de l'approche. La communication et la gestion des ressources de l'équipage ont été décrites comme inadéquates et aucun briefing d'approche n'a été effectué pour aucune des deux approches.
Enfin, l'avion a été prématurément configuré pour atterrir volets pleins alors qu'il était encore à une distance considérable de la piste, ce qui le rendait plus vulnérable aux effets du cisaillement du vent. Onze recommandations de sécurité ont été formulées.